# Far Out Magazine
Far Out Magazine (w skrócie: Far Out) – brytyjska strona internetowa poświęcona muzyce rozrywkowej, filmowi, podróżom i sztuce. Istnieje od 2010 roku.

## Historia i profil

Logo graficzne

Far Out Magazine założył w 2010 roku Lee Thomas-Mason. Magazyn początkowo poświęcał uwagę niezależnym artystom i niezależnym klubom muzycznym. W 2013 roku rozszerzył swoją publicystykę o film, a później o podróże, sztukę i fotografię.
Siedziba Far Out Magazine znajduje się w Londynie. Magazyn jest nadal (2024) otwartą platformą dla niezależnych artystów, która skupia się na kulturze niezależnej i alternatywnej, zgodnie z myślą przewodnią: „The Independent Voice of Culture” („niezależny głos kultury”). Recenzuje muzykę, filmy i sztukę. Redaktorem naczelnym jest Lee Thomas-Mason, a redaktorem i projektantem graficznym Ryan Kitching.
Recenzje albumów muzycznych Far Out Magazine są cytowane w agregatorach opinii muzycznych: Album of the Year oraz AnyDecentMusic?.
W 2022 roku Far Out Magazine znalazł się wśród panelistów programu Apply to Play 2022.